# LeGrand Van Uitert
LeGrand Gerard Van Uitert (Salt Lake City, 6 de maio de 1922 — 1999) foi um químico estadunidense. Desenvolveu em parceria com Joseph Edward Geusic em 1964 o laser Nd:YAG.
Van Uitert estudou na Universidade George Washington, obtendo o bacharelado em 1949, com mestrado em química em 1951 seguido de doutorado em 1952 na Universidade Estadual da Pensilvânia. Foi químico do Bell Labs.
Van Uitert recebeu em 1966 com Geusic a patente do laser Nd:YAG. Recebeu a Medalha Howard N. Potts de 1975. Recebeu o Prêmio James C. McGroddy para Novos Materiais de 1981, pelo "descobrimento e desenvolvimento de uma série de materiais de significância fundamental nas tecnologias magnética e óptica, incluindo ferrita microondas, granadas para elementos de memória de bolha magnética e laser, fósforo-vanadato, ácido molíbdico e niabato para elementos eletro-ópticos e vidros borsilicatos para condutores de ondas ópticas". Recebeu com Geusic o Prêmio R. W. Wood de 1993.
Foi membro da American Chemical Society e da Academia Nacional de Engenharia dos Estados Unidos.

## Obras
- Geusic, H. M. Marcos, Van Uitert Laser oscillations in Nd-doped Yttrium Aluminium, Yttrium Gallium and Gadolinium Garnets, Applied Physics Letters, V. 4, 1964, p. 182-184